# Zentrale Koordinierungsstelle Abfall
Die Zentrale Koordinierungsstelle Abfall (ZKS-Abfall) ist eine Einrichtung der deutschen Bundesländer zur technischen Umsetzung des elektronischen Abfallnachweisverfahrens.
Die ZKS-Abfall ermöglicht es den am elektronischen Abfallnachweisverfahren Beteiligten, Daten untereinander auszutauschen. In der Regel sind bei der Abfallentsorgung der Abfallerzeuger, einer oder mehrere Transporteure, der Entsorger und die jeweils zuständige Behörde beteiligt. Voraussichtlich werden pro Jahr ca. 150 Tausend Entsorgungsnachweise, etwa 3 Millionen Begleitscheine und 14 Millionen Übernahmescheine bearbeitet und verschickt. Die ZKS-Abfall besteht aus dem Web-Portal, dem Länder-eANV und der virtuellen Poststelle.

## Web-Portal
Im öffentlichen Bereich des Web-Portals können Hinweise zur Abwicklung des elektronischen Abfallnachweisverfahrens und rechtliche Informationen abgerufen werden. Im nicht öffentlichen Bereich des Portals erfolgt die Registrierung für das Verfahren.

## Länder-eANV
Über das Länder-eANV können alle abfallrechtlich notwendigen Formulare ausgefüllt und verschickt werden. Das Länder-eANV ist für Teilnehmer mit einer geringen Anzahl von Transport- und Entsorgungsvorgängen geeignet.

## Virtuelle Poststelle
Durch die virtuelle Poststelle (VPS) werden Empfang, Verteilung und Versendung der Nachrichten zwischen den Beteiligten durchgeführt.